# Jönköpings pastorat
Jönköpings pastorat var ett pastorat i Södra Vätterbygdens kontrakt i Växjö stift i Jönköpings kommun i Jönköpings län. Näs de två församlingarna slogs samman till Jönköpings församling 2018 upphörde pastoratet som ett flerförsamlingspastorat och blev ett enförsamlingspastorat. 
Pastoratet bildades 2014 genom sammanläggning av pastoraten:
- Jönköpings Sofia-Järstorps pastorat
- Jönköpings Kristina-Ljungarums pastorat

Pastoratet består av följande församlingar:
- Jönköpings Sofia-Järstorps församling
- Jönköpings Kristina-Ljungarums församling

Pastoratskod är 060602